# Canthon integricollis
Canthon integricollis är en skalbaggsart som beskrevs av Schaeffer 1915. Canthon integricollis ingår i släktet Canthon och familjen bladhorningar. Inga underarter finns listade.